# Timothy Pickering

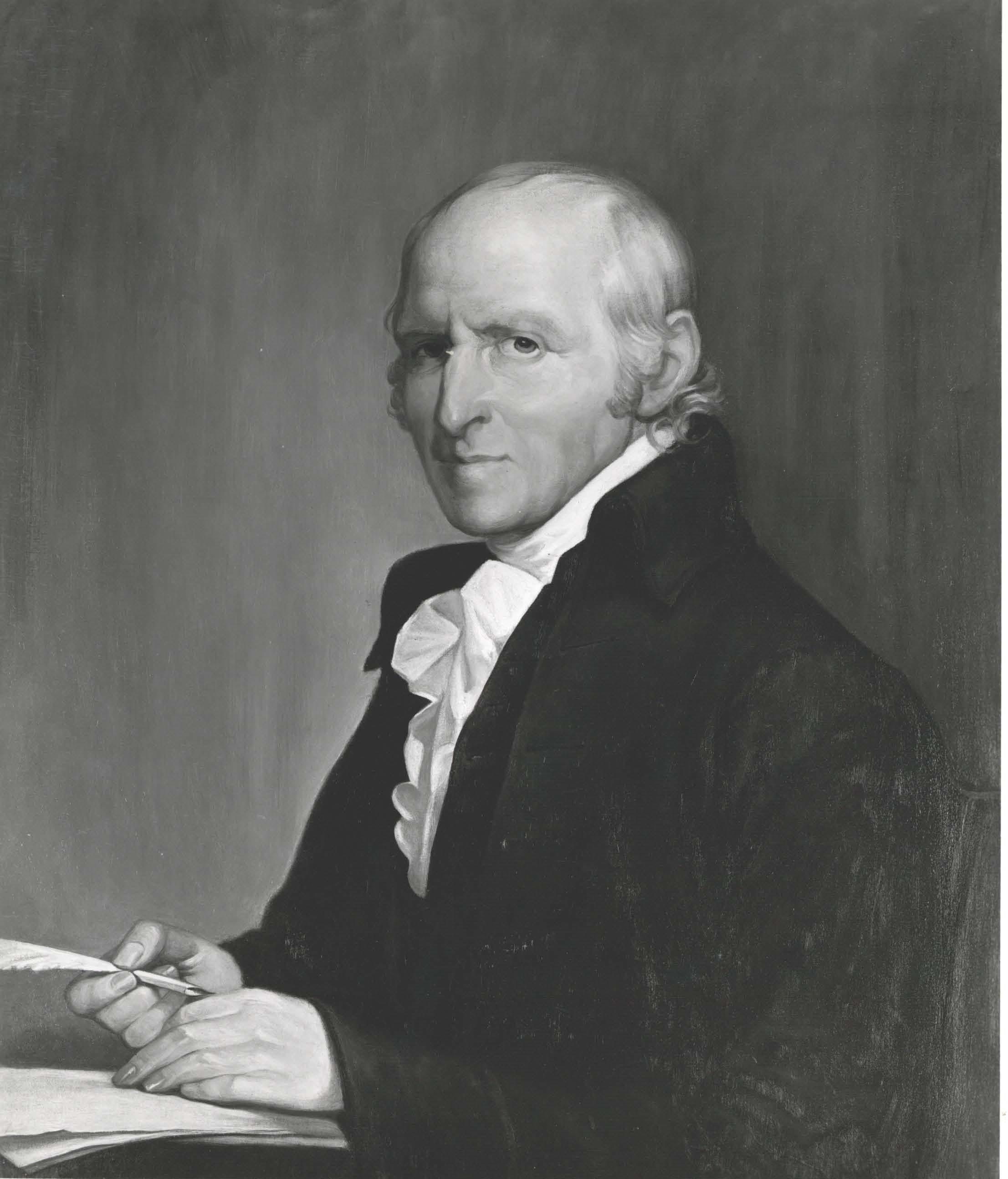
Timothy Pickering

Timothy Pickering (* 17. Juli 1745 in Salem, Province of Massachusetts Bay; † 29. Januar 1829 ebenda) war ein amerikanischer Politiker (Föderalistische Partei) und der dritte Außenminister der Vereinigten Staaten.

## Leben
Pickering graduierte 1763 an der Harvard University. Zu Beginn der amerikanischen Revolution kämpfte er auf Seiten der Patrioten, nahm aber 1777 das Angebot von George Washington an, als Generals-Adjutant in der amerikanischen Armee zu dienen, was sich im Nachhinein als die beste Entscheidung herausstellte. Nach zwei fehlgeschlagenen Spekulationsgeschäften mit Teilen des Grenzlandes von Pennsylvania machte ihn der mittlerweile zum Präsidenten aufgestiegene George Washington zum Kommissar für das Indianervolk der Irokesen und nahm ihn 1791 als Postminister in sein Kabinett auf. Diesen Posten behielt Pickering bis 1795. In diesem Jahr wurde er kurzfristig zum Kriegsminister und am 19. Dezember 1795 als Nachfolger von Edmund Randolph zum Außenminister ernannt.
Als Außenminister half er dabei, im Jahr 1794 den Vertrag von Canandaigua mit den Irokesen auszuhandeln. Die zunehmenden Spannungen mit Frankreich, die im Quasi-Krieg kulminierten, konnte er nicht entschärfen. Nach Meinungsverschiedenheiten mit dem neuen Präsidenten John Adams, der ihm vorwarf gemeinsam mit Alexander Hamilton gegen ihn zu intrigieren, wurde er am 2. Mai 1800 als Außenminister entlassen. Sein Nachfolger wurde am 13. Juni desselben Jahres John Marshall.
Pickering wurde 1803 für Massachusetts in den US-Senat gewählt, was er bis 1811 blieb. Danach gehörte er von 1813 bis 1817 dem US-Repräsentantenhaus an. 1815 wurde er in die American Academy of Arts and Sciences gewählt.
Nach seiner politischen Karriere ging Pickering zurück nach Salem und lebte als Farmer bis zu seinem Tod 1829.